# ويليام ك. ويلسون
ويليام ك. ويلسون (بالإنجليزية: William K. Wilson)‏ هو سياسي أمريكي، ولد في 1817. حزبياً، نشط في الحزب الديمقراطي. وقد انتخب عضو جمعية ولاية ويسكونسن وانتخب عضو مجلس ولاية ويسكونسن.